# Playtech
Playtech PLC компания по разработке программного обеспечения для азартных игр, основанной в 1999 году. Компания предоставляет программное обеспечение для интернет-казино, онлайн покер-комнат, онлайн-бинго игр, онлайн-ставок на спорт, скретч игр, мобильных игр, игр в реальном масштабе времени и аркадных игр онлайн.
Playtech заявляет, что он является «крупнейшим мировым поставщиком программного обеспечения и услуг для индустрии азартных игр».
Компания зарегистрирована на Лондонской фондовой бирже и является составной частью FTSE 250 Index.

## История
Playtech основан в 1999 году Тедди Саги в Тарту, Эстония, с партнёрами из индустрии казино, мультимедиа и разработки программного обеспечения. Playtech запустил свой первый продукт для казино в 2001 году и с тех пор компания превратилась в мирового ведущего и крупнейшего международного проектировщика, разработчика и лицензиара веб- и мобильного программного обеспечения для индустрии азартных игр онлайн, чьими клиентами являются ведущие компании в этой индустрии (William Hill, Ladbrokes, Bet365 в Великобритании, Snai and Sisal в Италии и др.), а также правительства и регулирующие агентства. Производитель находится на четвертом месте по количеству размещенных в азартных онлайн игр. Фирму опережают только NetEnt, Microgaming и Play’n GO. В марте 2006 года компания Playtech успешно разместила акции на рынке AIM, оцениваемые около US$ 950 млн (около £550 млн).
После принятия в 2006 году акта о незаконности азартных игр в сети Интернет, акции компании обвалились за один день на 40 %.
22 октября 2008 года компания Playtech объявила, что она будет приобретать частные активы Тедди Саги взамен на $250 млн. Затем, в марте 2011 года, Playtech купил «PT Turnkey Services» у Тедди Саги за £125 м.
В 2008 году Playtech основала markets.com, розничного форекс-брокера.
В 2012 году Тедди Саги и Playtech купили белорусскую компанию-разработчика Viaden Media.
В 2012 году Playtech переместила свой листинг с AIM на основной рынок Лондонской фондовой биржи и была включена в FTSE 250 Index.
В июле 2013 года компания Playtech приобрела портал PokerStrategy.com, один из крупнейших покерных сообществ в мире, в котором состоит почти 7 млн членов за $49.2 million.
В августе 2014 года Playtech присоединилась к бизнес-группе азартных игр (the Gambling Business Group) — торговой организации, основанной для представления интересов игрового сообщества Великобритании, поддержки и консультирования по вопросам и индустрии азартных игр.
В сентябре 2014 года компания объявила о приобретении «Aristocrat Lotteries», принадлежащей компании Aristocrat Leisure Limited, за 10,5 млн евро.
В январе 2015 года многие сайты казино, поддерживаемые программным обеспечением Playtech, объявили о своём уходе с немецкого рынка
В феврале 2015 года анонсировано, что Playtech приобрел YoYo Games, производителя программного обеспечения для игр Game Maker: Studio, за £10,65 млн. (16,4 млн долл.).
В июне 2015 года выяснено, что Playtech приобретет онлайновый валютный трейдер Plus500 за $699 млн. Однако сделка была запрещена регулирующими органами в ноябре 2015 года.
24 мая 2016 года Playtech приобрела шведского поставщика игр для онлайн-казино — компанию Quickspin — за 50 млн евро.
В июле 2016 года компания Playtech приобрела поставщика программного обеспечения Best Gaming Technology за €138 млн ($153 млн).

## Операционная деятельность
В компании Playtech работает более 5 тыс. человек (по состоянию на февраль 2016 года) в 13 странах и территориях: на Острове Мэн, где находится штаб-квартира, в Великобритании, Израиле, Болгарии, Эстонии, Украине, Филиппинах, Швеции, Германии, Гибралтаре, Латвии, Кипре и России.

## IPoker
IPoker — это покерная платформа, разработанная компанией Playtech. Она была имплементирована в Великобритании Геоффом Холлом, дизайнером игр казино, изобретателем «Blackjack Switch» и в настоящее время обслуживается более, чем 60 сотрудниками.
Сеть работает с использованием системы на основе скинов. Это просто означает, что каждый сайт в сети имеет свой собственный скин лежащего в основе покерного интерфейса; лобби, схема стола и дизайн в точности такие же. Однако, каждый сайт может применять свою собственную цветовую схему и оформление. Самое главное, для того, чтобы поддерживать ликвидность, необходимую для работы успешной покерной сети, каждый из этих скинов делит тот же игровой фонд. По состоянию на апрель 2014 года сеть имела 30 активных скинов.